# Рашфорд-Вілледж (Міннесота)
Рашфорд-Вілледж (англ. Rushford Village) — місто (англ. city) в США, в окрузі Філлмор штату Міннесота. Населення — 790 осіб (2020).

## Географія
Рашфорд-Вілледж розташований за координатами 43°48′17″ пн. ш. 91°47′8″ зх. д. / 43.80472° пн. ш. 91.78556° зх. д. (43.804587, -91.785578). За даними Бюро перепису населення США в 2010 році місто мало площу 87,14 км², з яких 86,56 км² — суходіл та 0,58 км² — водойми.

## Демографія
Згідно з переписом 2010 року, у місті мешкало 807 осіб у 305 домогосподарствах у складі 250 родин. Густота населення становила 9 осіб/км². Було 325 помешкань (4/км²).
Расовий склад населення:
| - 99,0 % — білих - 0,1 % — чорних або афроамериканців - 0,1 % — азіатів |

До двох чи більше рас належало 0,7 %. Частка іспаномовних становила 0,6 % від усіх жителів.
За віковим діапазоном населення розподілялося таким чином: 23,7 % — особи молодші 18 років, 59,0 % — особи у віці 18—64 років, 17,3 % — особи у віці 65 років та старші. Медіана віку мешканця становила 43,5 року. На 100 осіб жіночої статі у місті припадало 99,8 чоловіків; на 100 жінок у віці від 18 років та старших — 100,7 чоловіків також старших 18 років.
Середній дохід на одне домашнє господарство становив 84 471 долар США (медіана — 73 750), а середній дохід на одну сім'ю — 89 641 долар (медіана — 79 821). Медіана доходів становила 53 438 доларів для чоловіків та 42 981 долар для жінок. За межею бідності перебувало 2,1 % осіб, у тому числі 0,0 % дітей у віці до 18 років та 2,8 % осіб у віці 65 років та старших.
Цивільне працевлаштоване населення становило 515 осіб. Основні галузі зайнятості: освіта, охорона здоров'я та соціальна допомога — 33,4 %, транспорт — 9,7 %, роздрібна торгівля — 9,1 %, виробництво — 8,7 %.